# Mitsubishi Ki-167
Мицубиси Ki-167 (англ. Mitsubishi Ki-167) — японский самолёт-камикадзе, о конструкции которого известно достаточно мало. Был разработан уже в 1945 году, вся техническая документация была уничтожена после капитуляции Японии. Сегодня принято считать, что Ki.167 представлял собой вариант бомбардировщика Mitsubishi Ki-67 Hiryu, предназначенный для пилотов-камикадзе.

## Особенности машины
Согласно имеющимся данным, Ki-167 оснащали специальным 2900-килограммовым зарядом направленного действия «Сакурадан», сделанным по образу и подобию немецкого аналога, необходимые сведения о котором были доставлены в Японию на немецкой подводной лодке. Размещение такого большого и мощного заряда потребовало внесения в конструкцию изменений — у самолёта появился «горб» массивного обтекателя, скрывающего «Сакурадан», который для улучшения детонации пришлось специальным образом расположить внутри корпуса под определённым наклоном.

## Создание самолёта
Самолёт был создан в металле и пущен в серию (во всяком случае, ограниченную) в 1945 году. По некоторым данным, всего было произведено до 10 машин Ki-167.

## Данные о боевом применении
Ki-167 использовался во Второй мировой войне Японией против ВМС США, хотя и в ограниченном объёме и не слишком удачно в связи с тем, что боевые действия уже подходили к концу. Известно о налёте трёх самолётов этого типа на американский флот 17 апреля 1945 года (итог неудовлетворительный — один самолёт потерян, два других вернулись на базу, не обнаружив противника) и ещё одном вылете 25 мая (были потеряны два самолёта, информация о результатах их атаки отсутствует). Других данных о применении Ki-167 в ходе войны нет.